# Манојло Дука
Манојло Комнин Дука (транслит.) био је средњовековни грчки племић, познат као и Манојло Анђео (грч. Μανουήλ Ἄγγελος).
Није познато када је тачно рођен.
Његов отац је био Јован Дука, севастократор, који је имао барем једну жену, Зое, али је могуће да је имао још једну супругу, чије име није познато.
Био је брат Теодора Дуке, деспота Епира, Михајла Дуке, деспота Епира и Константина Дуке, деспота.
Манојло је био господар Фарсале, Ларисе и Платамоне. Теодор му је и доделио титулу деспота.
Након што је Теодор заробљен од стране Бугара 1230. године, Манојло се прогласио царем Солуна, а био је и господар Тесалије.
Оженио је Јефимију, ћерку Стефана Немање и Марију Бугарску, ћерку Ивана Асена II и Ане. Могуће је да је имао ћерку Хелену. Манојло се растао од Марије те није познато која је жена родила Хелену. 

## Биографија
Манојло је био законити син севастократора Јована Анђела Дуке. Дакле, био је близак рођак царева Исака II Анђела и Алексија III Анђела, и брат Михаила I Комнина Дуке и Теодора Комнина Дуке од Епира. 
Оженио се сестром српског великог жупана Стефана Немањића (1196–1228).

## Живот
Вероватно после 1225. или 1227. године, добио је од брата цара Теодора дворску титулу деспота. Године 1225. оженио се Маријом Асен, ванбрачном ћерком цара Јована Асена II Бугарског, помажући да се учврсти савезништво свог брата са том земљом.
После пораза његовог брата и заробљавања од Бугара у бици код Клокотнице 1230. године, деспоту Манојлу је дозволио цар Јовану Асен II да влада у Солуну и околини са титулом деспота. У једном тренутку деспот Манојло је покушао да ступи у контакт са папством, али је 1232. године, дугогодишњи раскол са Источном патријаршијом у Никеји коначно залечен. Деспот Манојло се 1235. године, удружио са Никејцима и Бугарима у опсади Константинопоља од стране цара Јована III Дуке Ватаца и цара Јована Асена II.
Деспот Манојло је владао до 1237. године, када се његов таст цар Јован Асен II, који је постао удовац оженио Иреном, ћерком утамниченог цара Теодора. У овом тренутку, цар Теодор и његови синови су пуштени из заточеништва и одлучили су да поврате контролу над Солуном. Деспот Манојло је био неуспешан у настојањима да добије подршку кнеза Жофрија II Вилардуена од Ахеје и био је приморан да побегне у Малу Азију.
Након боравка код Селџука из Рума и у Никеји, деспот Манојло се вратио у Грчку 1239. уз подршку Никеје и заузео неколико тврђава, укључујући Ларису и Фарсалу, од Теодоровог сина Јована Комнина Дуке, прогласивши се за владара Тесалије. Цар Теодор и Јован су морали да се договоре о подели породичних земаља. Када је деспот Манојло умро око 1241. године, област је прешла у руке његовог другог синовца, деспота Михаила II Комнина Дуке од Епира.

## Породица
Деспот Манојло се оженио српском принцезом Јефимијом Немањић, сестром великог жупана Стефана Немањића (1196–1228). Међутим, није дуго поживела, јер се 1225. године, поново оженио, бугарском принцезом Маријом Асен, ванбрачном ћерком цара Јована Асена II и љубавницом, овај брак је уговорен, као део пакта. Нема података да су имали деце.
Деспот Манојло је можда имао ћерку по имену Хелена, која се удала за Гуљелма I од Вероне, триарха Еубеје, оца Гуљелма II од Вероне.

## Литературе
- Kazhdan, Alexander, ур. (1991). The Oxford Dictionary of Byzantium. Oxford and New York: Oxford University Press. ISBN 0-19-504652-8.
- Polemis, Demetrios I. (1968). The Doukai: A Contribution to Byzantine Prosopography. London: The Athlone Press. OCLC 299868377..
- Varzos, Konstantinos (1984). Η Γενεαλογία των Κομνηνών [The Genealogy of the Komnenoi] (PDF) (in Greek). Vol. B. Thessaloniki: Centre for Byzantine Studies, University of Thessaloniki. OCLC 834784665.